# Stanisław Sobiński
Stanisław Sobiński (ur. 12 czerwca 1872 w Złoczowie, zm. 19 października 1926 we Lwowie) – polski nauczyciel, dyrektor gimnazjalny, kurator okręgu szkolnego lwowskiego w latach 1921–1926, społecznik.

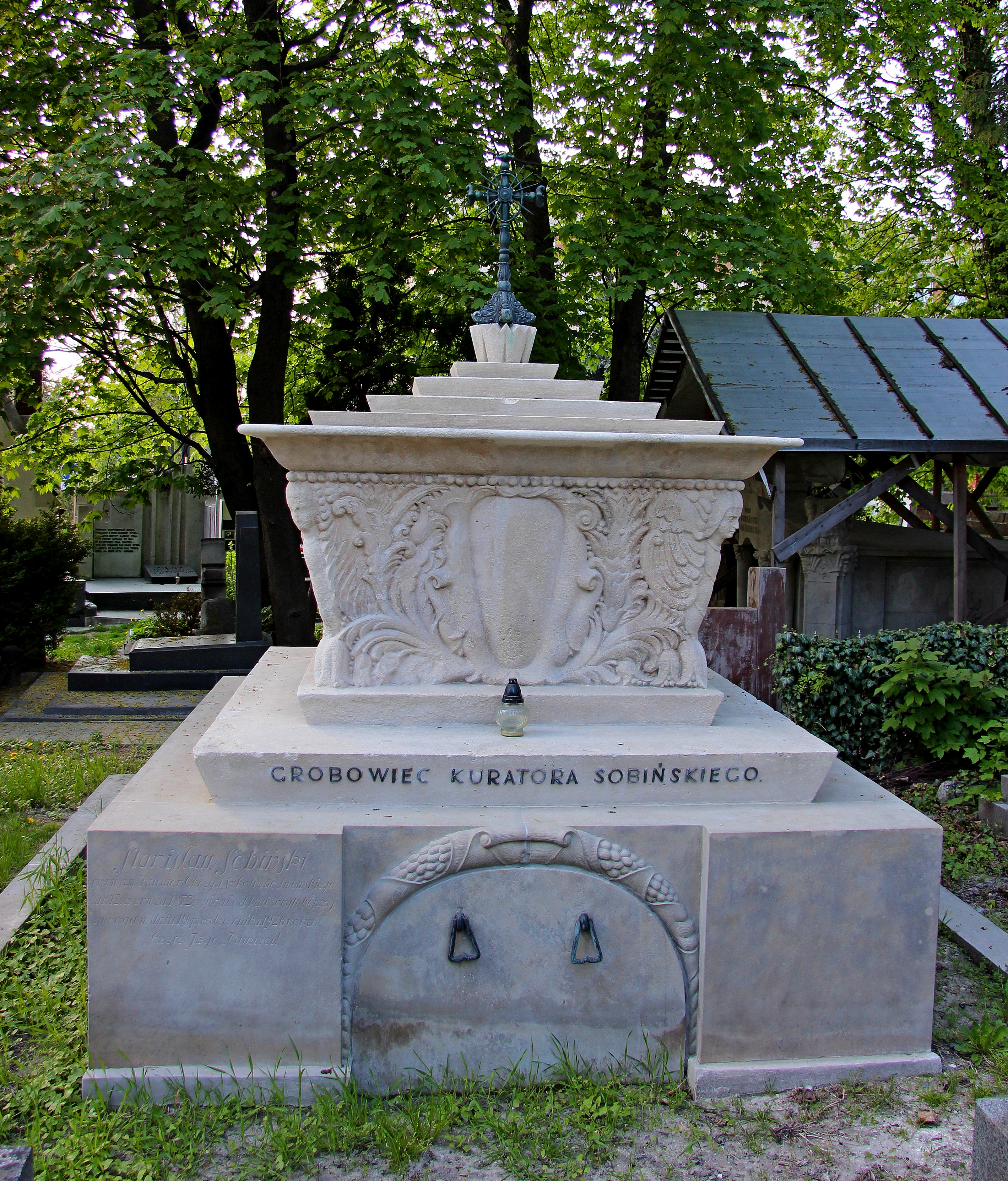
Grobowiec Stanisława Sobińskiego (2022)

## Życiorys
Stanisław Sobiński urodził się 12 czerwca w Złoczowie. Kształcił się w C. K. Gimnazjum w Złoczowie od 1883 do 1890. Podjął pracę nauczyciela od 3 września 1894. Egzamin zawodowy złożył 9 grudnia 1897 i od tego czasu była liczona jego służba. 24 czerwca 1898 został mianowany nauczycielem rzeczywistym. W 1909 pracował w C. K. II Gimnazjum Realnym w Krakowie. 26 listopada 1909 został mianowany dyrektorem C. K. Szkoły Realnej w Tarnobrzegu. Uczył tam języka polskiego, geografii, historii. Stanowisko sprawował do 1917. Od 1917 do 1918 był dyrektorem VI Gimnazjum we Lwowie. Następnie otrzymał posadę w Ministerstwie Wyznań Religijnych i Oświecenia Publicznego w Warszawie. 24 stycznia 1921 został mianowany na stanowisko kuratora Okręgu Szkolnego Lwowskiego, którą to funkcję sprawował do końca życia. W jego kompetencji pozostawały szkoły w województwie lwowskim, stanisławowskim i tarnopolskim. Jako kurator wprowadził w okręgu szkolnym postanowienia tzw. ustawy Grabskiego, przekształcając masowo szkoły ukraińskie w dwujęzyczne (utrakwistyczne). W konsekwencji z 2151 ukraińskich szkół powszechnych w roku 1924 pozostało w roku 1930 – 684, z 2568 polskich – 2186, szkół dwujęzycznych utworzono 1793, w przeważającej większości z przekształcenia szkół ukraińskich. Akcja utrakwizacji została dokonana w przeważającej mierze w latach 1924–1926. Sobiński nie tylko wykonywał dyspozycje w zakresie utrakwizacji szkół, lecz zalecał również wprowadzanie języka polskiego w urzędowaniu szkół ukraińskich (państwowych i prywatnych). 29 października 1923 jako kurator okręgu zakazał używania w odniesieniu do szkół określenia ukraiński i polecił zastępować je słowem rusiński lub ruski. 21 września 1924 zakazał używania języka ukraińskiego jako urzędowego w gimnazjach państwowych i prywatnych oraz w szkołach zawodowych. Jego polityka budziła wśród Ukraińców skrajnie wrogie emocje. 23 września 1926 w przemówieniu sejmowym zaatakował Sobińskiego poseł Komunistycznej Partii Polski Jerzy Czeszejko-Sochacki.
Zginął wskutek zamachu 19 października 1926 ok. godz. 18:15 na ulicy Królewskiej we Lwowie, zastrzelony przez zamachowców z Ukraińskiej Organizacji Wojskowej (UWO) Bohdana Pidhajnego i Romana Szuchewycza. Zamachu dokonano w obecności żony Sobińskiego. Według Ryszarda Torzeckiego organizatorem tego zamachu był komendant krajowy UWO Julijan Hołowinskyj.
22 października 1926 został pochowany na Cmentarzu Łyczakowskim we Lwowie, po uroczystym pogrzebie gromadzącym ok. 10 tys. osób, w którym rząd polski reprezentował minister spraw wewnętrznych Felicjan Sławoj Składkowski.
W dniach 21 stycznia – 13 marca 1928 odbył się we Lwowie proces 17 członków UWO oskarżonych o zamach na Stanisława Sobińskiego, zdradę państwa i szpiegostwo. O zabójstwo zostali oskarżeni Wasyl Atamańczuk i Iwan Werbyćki, którzy zostali skazani na karę śmierci. 19 października 1928 Sąd Najwyższy uchylił wyrok odnośnie do oskarżenia o zabójstwo i przekazał sprawę do ponownego rozpoznania sądowi przysięgłych we Lwowie. W ponownym procesie o zabójstwo Stanisława Sobińskiego, który odbył się w dniach 28 stycznia – 15 lutego 1929 Werbyćki został skazany na karę śmierci, Atamańczuk na 10 lat ciężkiego więzienia. 27 lipca 1929 Sąd Najwyższy zatwierdził wyrok skazujący Wasyla Atamańczuka na 10 lat więzienia, Iwanowi Werbyćkiemu zamieniono karę śmierci na 15 lat ciężkiego więzienia. Wyrok był pomyłką sądową – obaj skazani nie mieli związku z zamachem, nazwiska rzeczywistych zamachowców zostały ujawnione później w zeznaniach członka UWO Romana Baranowskiego.
Jego żoną była Helena z domu Skalecka; z małżeństwa miał trzy córki, z których dwie, Maria i Lidia (zamężna z Ludwikiem Zygalskim), były nauczycielkami.

## Ordery i odznaczenia
- Krzyż Komandorski Orderu Odrodzenia Polski (2 maja 1923)[28][29]
- Krzyż Kawalerski Orderu Franciszka Józefa (7 lutego 1916)[30][31][32]

## Upamiętnienie
- Państwowe Gimnazjum im. Stanisława Sobińskiego w Rzeszowie (1927-1939).
- Państwowe seminarium nauczycielskie męskie we Lwowe (II RP)[33]